# 布洛士號驅逐艦 (DD-29)
布洛士號驅逐艦（舷號DD-29）是一艘隸屬於美國海軍的驅逐艦，為保爾丁級驅逐艦的八號艦。她是美軍第一艘以布洛士為名的軍艦，以紀念1812年戰爭時期的海軍軍官威廉·布洛士二世（William Ward Burrows II）。
布洛士號在1909年於紐約造船廠開始建造，在1910年下水，於1911年服役。接著布洛士號留在大西洋及加勒比海執勤。美國參與第一次世界大戰後，布洛士號被派往法國及愛爾蘭海域，掩護協約國商船。戰後布洛士號在1919年退役，並在1924年轉到美國海岸防衛隊服役。1930年布洛士號回歸海軍，最後在1934年除籍出售拆解。